# David Collet
Theodore David Anthony Collet (Lambeth, 19 ottobre 1901 – Scottsdale, 26 aprile 1904) è stato un canottiere britannico vincitore del bronzo olimpico nel singolo a Amsterdam 1928.

## Biografia
Dopo aver studiato alla Oundle School, David Collet frequentò il Pembroke College di Cambridge dove emersero le sue qualità di canottiere raggiungendo la finale del Colquhoun Sculls.
Negli anni fu anche segretario del Cambridge University Boat Club, partecipò partecipò più volte alla Henley Royal Regatta e fu secondo nel Grand Challenge Cup del 1923, quando il Pembroke, alla sua prima finale, fu battuto dal Leander Club.
Dal 1927 al 1929 vinse tre edizioni consecutive del Wingfield Sculls, nel 1928 Collet conquistò la medaglia di bronzo nel singolo ai Giochi olimpici di Amsterdam 1928 gli fu conferita la Freedom of the City of London.
A metà anni trenta si trasferì in Arizona, negli Stati Uniti, ma allo scoppio della Seconda guerra mondiale rientrò in Gran Bretagna per prestare servizio come tenente nella Royal Navy, di base a Plymouth.
Terminata la guerra tornò negli Stati Uniti, dove morì nel 1984.

## Palmarès
- Giochi olimpici

Amsterdam 1928: bronzo nel singolo.